# Paul Ermens
Paul Ermens (né à Bruxelles le 18 juin 1884 et mort à Woluwe-Saint-Lambert le 1er novembre 1957) est un lieutenant-général de l'armée belge, vice-gouverneur du Congo belge et commandant en chef de la Force publique.

## Biographie
Paul Charles Ermens, né dans le centre de Bruxelles (Treurenberg) le 18 juin 1884, est le fils de François Ermens, négociant, et de Pauline Vonderbecke.
Il s'engage dans l'armée belge et entre à l'École royale militaire. Il en sort sous-lieutenant en 1903 affecté au régiment des Grenadiers. Il rejoint le Congo belge en 1912 et fait partie de la mission chargée de délimiter les frontières entre le sud du Katanga et la Rhodésie britannique. Il est nommé capitaine-commandant le 4 août 1914.

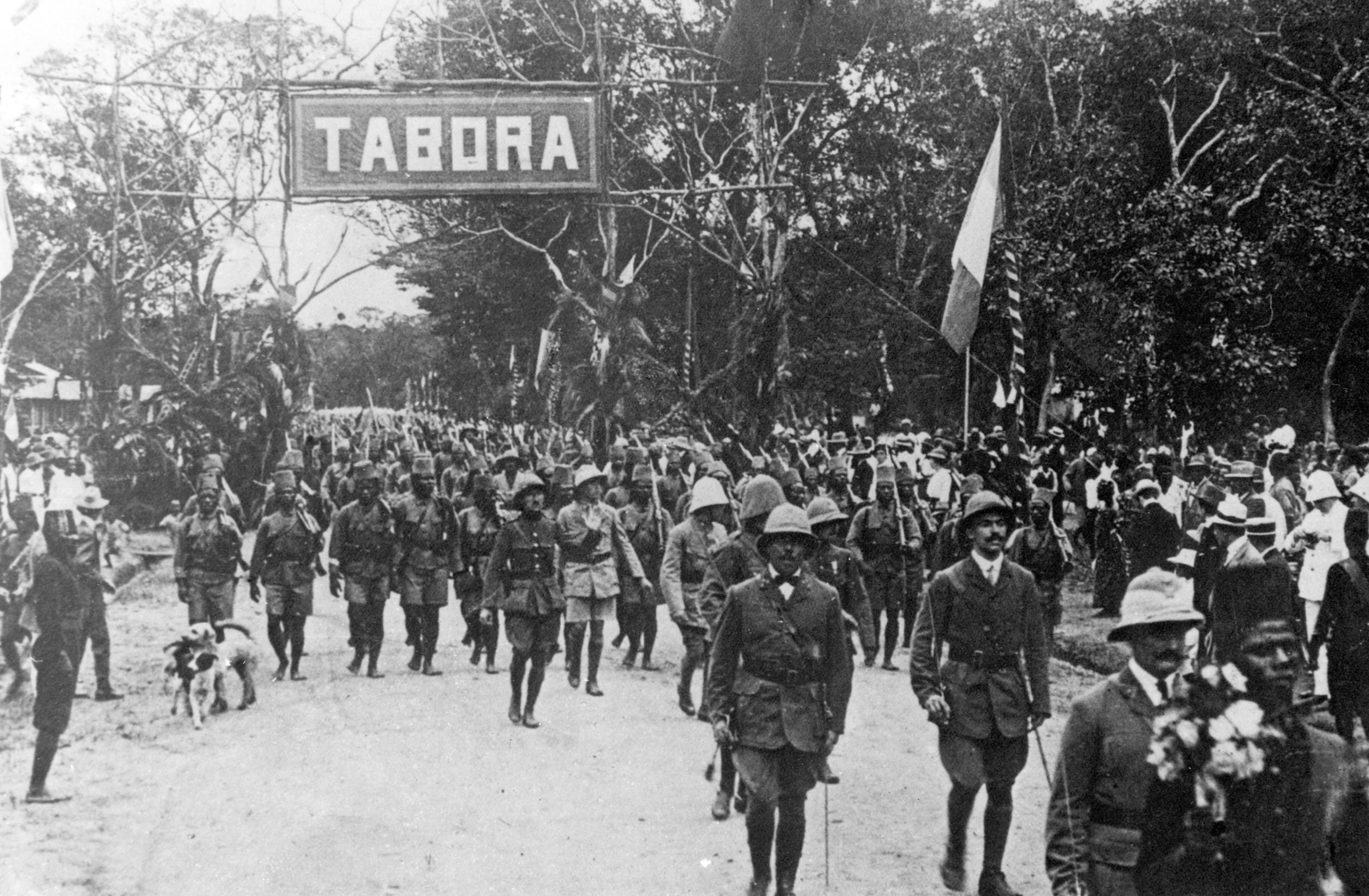
Prise de Tabora par les Belges en septembre 1916.

Lors de la Première Guerre mondiale, il participe à la campagne d'Afrique de l'Est. En 1916, il est cité à l'ordre de l'armée pour son attitude au combat à Nyawiogi. Comme commandant du IIIe bataillon de la Force publique, il participe brillamment aux campagnes de Tabora (1916) et Mahenge (1917). En 1918, il est chef d'état-major pour l'est africain allemand. De 1920 à 1925, il commande la Force publique au Katanga.
En novembre 1925, il est nommé commandant en chef de la Force publique et est promu général-major. Il démissionne en juillet 1930 en raison des réductions d'effectifs et de matériels que le gouverneur général Auguste Tilkens voulait imposer aux troupes coloniales.
Après un court séjour en Belgique, il revient au Congo belge en 1932 comme vice-gouverneur chargé de l'administration de la province du Congo-Kasaï. En 1935, il devient l'adjoint de Pierre Ryckmans, gouverneur général du Congo avec qui il collabore jusqu'en 1946. Le général Gilliaert étant appelé à conduire les opérations contre l'Abyssinie puis en Égypte, Ermens reprend le commandement en chef de la Force publique le 1er janvier 1941 et l'assume jusqu'en août 1944. En 1945, il sera finalement promu lieutenant-général, grade le plus élevé dans la hiérarchie militaire belge.
En mai 1946, il rentre en Belgique où il assume les fonctions de président du Fonds du bien-être indigène.
À la suite de son décès à Woluwe-Saint-Lambert le 1er novembre 1957), ses funérailles sont célébrées à Woluwe-Saint-Lambert avec les honneurs militaires et il est inhumé au cimetière de Woluwe-Saint-Lambert.

## Distinctions
- Grand officier de l'ordre de Léopold (Belgique).
- Commandeur de l'ordre de la Couronne (Belgique).
- Croix de guerre 1914-1918 (Belgique).
- Croix de guerre 1940-1945 (Belgique.
- Grand officier de l'ordre de l'Étoile africaine (Congo belge).
- Commandeur de l'ordre royal du Lion (Congo belge).
- Commandeur de l'ordre de Saint-Sylvestre en 1946 (Vatican).
- Commandeur de l'ordre du Christ (Portugal).
- Officier de la Légion d'honneur (France).
- Chevalier de l'ordre du Bain (Royaume-Uni).
- Distinguished Service Order (Royaume-Uni).